# Konstantin Anatoljewitsch Tschuitschenko

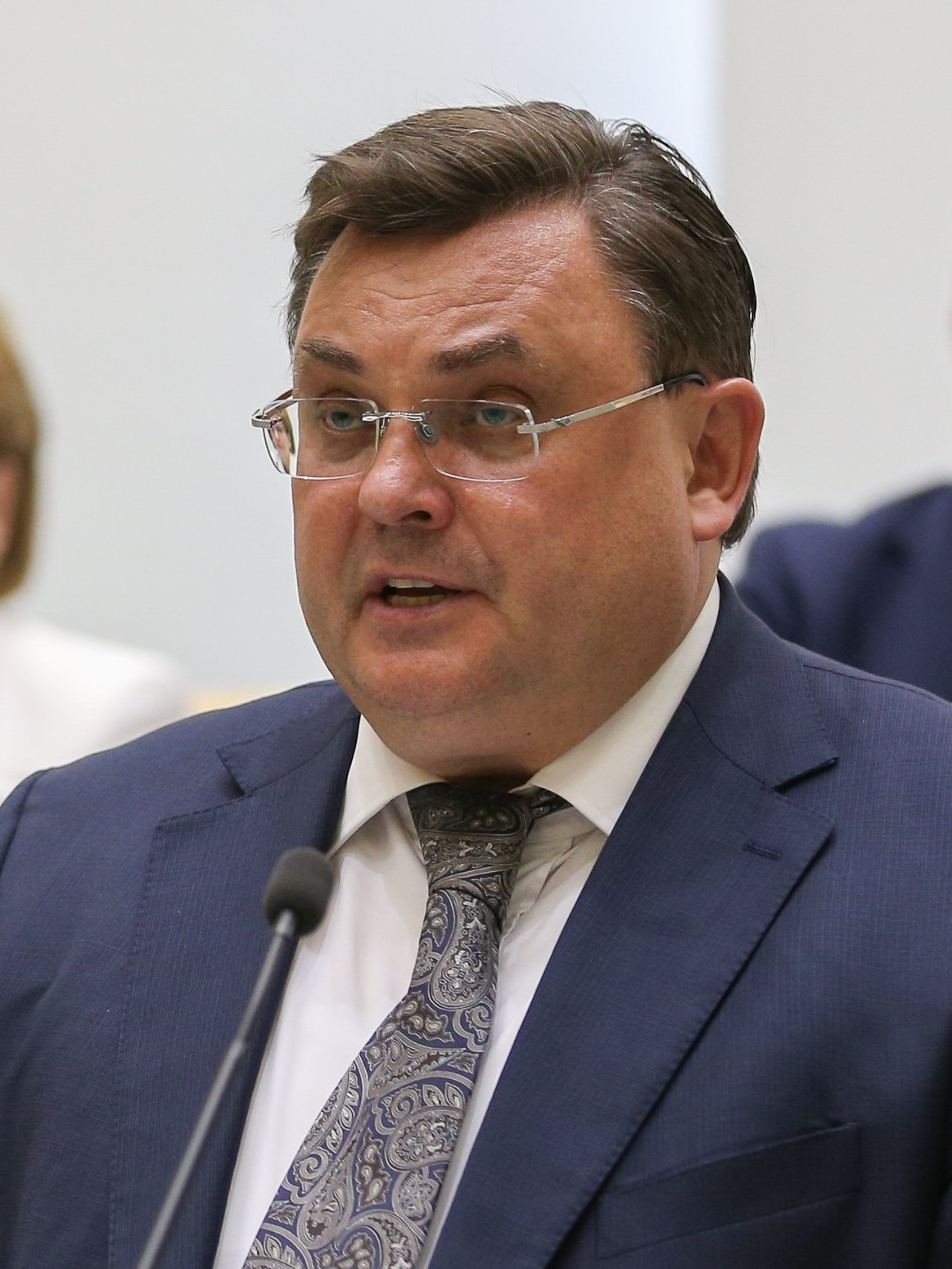
Konstantin Tschuitschenko (2021)

Konstantin Anatoljewitsch Tschuitschenko (russisch Константин Анатольевич Чуйченко; * 12. Juli 1965 in Lipezk, Sowjetunion) ist ein russischer Politiker. Von Mai 2018 bis Januar 2020 war er Vize-Ministerpräsident der Regierung der Russischen Föderation und Leiter des Regierungsapparates. Seit 21. Januar 2020 ist er Justizminister der Russischen Föderation.

## Leben
Tschuitschenko wurde in Lipezk geboren und stammt aus der Familie eines Staatsanwalts. Später übersiedelte die Familie nach Wsewoloschsk in der Oblast Leningrad. Er studierte zusammen mit Dmitri Medwedew in einer Seminargruppe an der juristischen Fakultät der Staatlichen Universität Leningrad, die er 1987 absolvierte. Von 1987 bis 1989 arbeitete er als Ermittler der Staatsanwaltschaft im Kalininski rajon der Stadt Leningrad. Ab 1989 begann er als Wehrdienstleistender eine Offizierslaufbahn im KGB. 1992 schloss er das Rotbanner-Institut des KGB „J. W. Andropow“ ab und durchlief ein kurzes Praktikum in Deutschland. 
Von 1992 bis 1994 arbeitete als geschäftsführender Direktor der Aktiengesellschaft „Interjuraudit de Faria i T“. Anschließend war er von 1994 bis 2001 als Rechtsanwalt für die Moskauer Abteilung der Internationalen Anwaltskammer „Sankt Petersburg“ tätig. Von 2001 bis 2008 war er Chef der Rechtsabteilung der Offenen Aktiengesellschaft Gazprom. Von Juni 2002 bis Juni 2008 war er Mitglied des Gazprom-Vorstands, dessen Vorsitz in dieser Zeit Medwedew innehatte. Von 2003 bis 2008 war Tschuitschenko Vorsitzender des Schiedsgerichtspräsidiums von Gazprom, das für die Bearbeitung von Streitfällen internationaler Transaktionen zuständig ist. 2006 besaß er Aktienpakete der Firma Gazprom im Wert von zwei Millionen US-Dollar. Von 2003 bis 2004 stand er dem Aufsichtsrat der Offenen Aktiengesellschaft Gazprom-Media vor. Von 2004 bis 2008 arbeitete er als geschäftsführender Direktor der Firma RosUkrEnergo AG, die im Juli 2004 gegründet worden war.
Am 13. Mai 2008 wechselte Tschuitschenko in den Regierungsapparat der Russischen Föderation und wurde Chef der Kontrollabteilung des Präsidenten. Er übernahm den Posten erneut am 22. Mai 2012, als Putin erneut russischer Präsident wurde. Tschuitschenko war Mitglied der Räte für die Realisierung vorrangiger nationaler Projekte und demografische Politik (2008, 2009–2010), Entwicklung von Körperkultur und Sport (2008, 2009–2012) sowie Korruptionsbekämpfung (2008, ab 2010). Von 2008 bis 2012 war er Mitglied des Rates beim Präsidenten der Russischen Föderation für die Entwicklung der Informationsgesellschaft.
2008 wurde Tschuitschenko zum Wirklicher Staatsrat 1. Klasse der Russischen Föderation befördert.
Am 18. Mai 2018 wurde er Mitglied der russischen Regierung unter Ministerpräsident Medwedew und zum Stellvertreter des Ministerpräsidenten der Russischen Föderation sowie Leiter des Regierungsapparates berufen.
Am 21. Januar 2020 wurde Tschuitschenko zum Justizminister der Russischen Föderation ernannt. Am 9. August 2020 wurde Tschuitschenko zum Wirklicher Staatsrat der Justiz der Russischen Föderation befördert.
Im April 2022 wurde Tschuitschenko auf eine Sanktionsliste der Vereinigten Staaten gesetzt.
Tschuitschenko ist mit der Juristin Kristina Tichonowa verheiratet und hat drei Töchter.

## Auszeichnungen
- Verdienstorden für das Vaterland 4. Klasse (2011)
- Orden der Ehre (2006)
- Danksagung des Präsidenten der Russischen Föderation (2008)